# Georg Calixt
Georg Calixt (Jørgen Callisen, også Georg Calixtus; født 14. december 1586 i Medelby,  Slesvig-Holsten; død 19. marts 1656 i Helmstedt) var en dansk-tysk teolog, der virkede i Tyskland.
Faderen var påvirket af Melanchthon, opdrog Calixt hjemme i mild filippistisk ånd og satte ham 1598 i Flensborg Skole, hvorfra han 1603 blev sendt til universitetet i Helmstedt, det eneste tyske universitet, hvor filippismen endnu havde et fast støttepunkt i tilknytning til humanismen, der på denne tid, i modsætning til ramismen, fremtrådte i ren aristotelisk form, især igennem Johannes Caselius, 1533-1613, filolog og humanist. Hos ham fik Calixt sin første akademiske uddannelse. 1605 blev han magister og holdt derefter filosofiske forelæsninger, indtil han 1607begyndte at studere teologi. 
I modsætning til datidens teologer, der fordybede sig i dogmatiske undersøgelser, kastede han sig over studiet af oldkirkens historie og af kirkefædrene og vandt ved at betragte de konfessionelle modsætninger fra oven af ned efter et langt friere blik på den kirkelige udvikling end de fleste af sine samtidige. For at vinde større klarhed over sit syn på de konfessionelle forhold foretog han 1609-13 rejser i Tyskland, England og Frankrig. 1611 udgav han i Helmstedt: De præcipuis religionis Christianæ capitibus, et ungdomsarbejde, der allerede lod ane, at han fjernede sig fra den strenge lutherske ortodoksis baner. 

## Professor i Helmstedt
1615 overtog han et professorat i teologi i Helmstedt, hvor han indtil sin død udfoldede en rig litterær virksomhed, der omfattede alle sider af teologien og var lige udmærket ved den kritik, hvormed han blottede ortodoksiens ensidigheder, og ved den ihærdighed, hvormed han søgte at udjævne de konfessionelle modsætninger. 1616 blev han dr.theol. og giftede sig 1619 med Catharine Gärtner, en rig købmandsenke fra Helmstedt.

## Forholdet til Danmark
Calixt søgte 1626 og 1635 ansættelse ved Københavns Universitet, og Christian IV tænkte selv på at indkalde ham – over for de brunsvigske hertuger skal han endog have gjort fordring på ham som dansk undersåt – men hans forsøg strandede på de danske teologers bestemte modstand, idet Calixt i mange henseender mindede om Niels Hemmingsen. Begge lagde som Melanchthon særlig vægt på den kristelige etik, og Calixt hævdede den en selvstændig stilling ved siden af dogmatikken. De var fælles om bestræbelsen for at fastholde det almenkristelige og for ud af dette at bedømme forholdet imellem de teologiske og konfessionelle forskelligheder. 
Den bestræbelse trådte hos Calixt frem i en klarere og mere udviklet form end hos Hemmingsen. Han var overbevist om, at mange af de artikler i bekendelsesskrifterne, symbolerne, der adskilte de tre hovedkirker, var uvæsentlige og lå uden for det egentlige trosområde, og han blev ikke træt af at mane til forlig, således at man kunne samle sig om de første fem århundreders symbolske bestemmelser – den såkaldte consensus qvinqvesæcularis – særlig om den apostolske trosbekendelse, der allerede fandtes som fælles bekendelse i alle tre kirkesamfund. Men han mødte heftig modstand, især fra de ortodokse lutheraneres side (de synkretistiske stridigheder efter religionssamtalerne i Thorn 1645), og han, som efter sit hele anlæg var en fredens mand, ireniker, nødtes til at blive strids- eller kontroversteolog.
Ved sin død stod han tilsyneladende langt fjernere fra sit mål end da han begyndte sin virksomhed, men indirekte havde han dog givet den lutherske ortodoksi et grundstød og banet vejen for en friere teologisk anskuelse, der også kom den danske kirke til gode igennem de senere pietistiske bevægelser.